# Xã Hartford, Quận Trumbull, Ohio
Xã Hartford (tiếng Anh: Hartford Township) là một xã thuộc quận Trumbull, tiểu bang Ohio, Hoa Kỳ. Năm 2010, dân số của xã này là 2.070 người.